# Waldstadion (Pasching)
El Waldstadion también llamado Voestalpine Stadion por razones de patrocinio, es un estadio multiusos ubicado en la ciudad de Pasching en Alta Austria, Austria. El estadio fue inaugurado en 1990 y posee una capacidad para 7870 personas, es utilizado por el club FC Pasching de la Bundesliga Austriaca.
Desde la temporada 2016-17 hasta marzo de 2023, el Waldstadion se convirtió en el hogar provisorio del LASK Linz, fecha en que se inauguró su nuevo estadio el Raiffeisen Arena.  
Desde mayo de 2017 hasta 2019, la compañía TGW Logistics Group se convirtió en patrocinadora del estadio de fútbol, que paso a llamarse TGW Arena. Desde 2019 el patrocinio pasó a manos de Raiffeisenlandesbank que renombro el recinto como Raiffeisen Arena, en marzo de 2023 la entidad bancaria traslado su patrocinio al nuevo Raiffeisen Arena de la ciudad de Linz.
El 14 de marzo de 2023, se anunció que el grupo siderúrgico y tecnológico Voestalpine AG es el nuevo patrocinador del estadio.
El Waldstadion fue una de las sedes del Campeonato Europeo de la UEFA Sub-19 2007, donde albergó cuatro partidos, tres en fase de grupos y una semifinal.

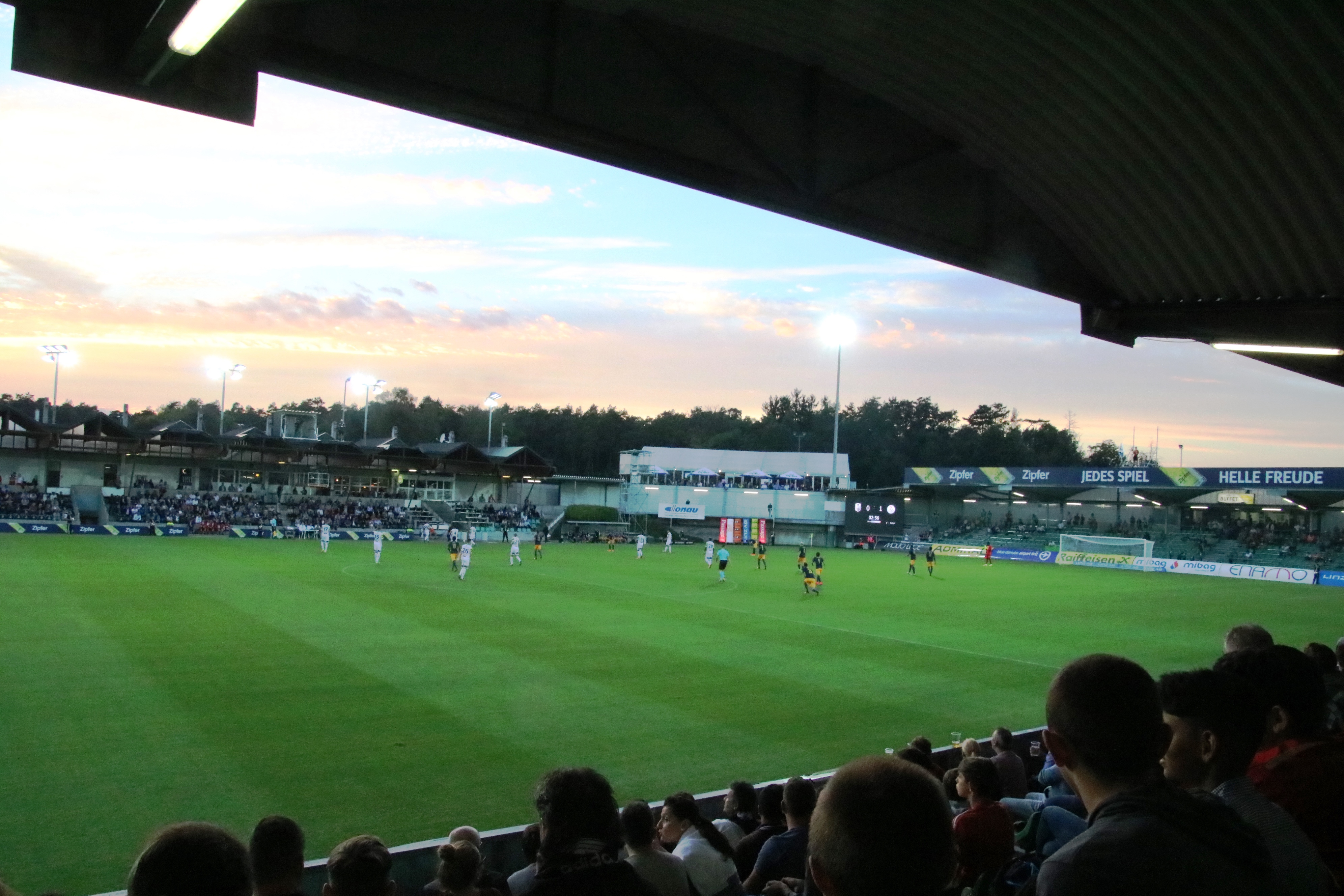